# غيدو برناردي
غيدو برناردي (بالإيطالية: Guido Bernardi)‏ مواليد 21 سبتمبر 1921 في بونتينوري، إيطاليا - الوفاة 22 يناير 2002 في بونتينوري، إيطاليا، كان دراج إيطالي. سبق أن شارك في دورة الألعاب الأولمبية الصيفية وفاز بميدالية أولمبية.

## الميداليات
| الميدالية | المسابقة                       |
| --------- | ------------------------------ |
| فضية      | الألعاب الأولمبية الصيفية 1948 |

## روابط خارجية
- غيدو برناردي على موقع أرشيف الدراجات (الإنجليزية)
- غيدو برناردي على موقع إحصائيات الدراجات الإحترافية (الإنجليزية)
- غيدو برناردي على موقع CycleBase (الإنجليزية)
- غيدو برناردي على موقع اللجنة الأولمبية الدولية (الإنجليزية)
- غيدو برناردي على موقع أوليمبيديا (الإنجليزية)
- غيدو برناردي على موقع اللجنة الأولمبية الإيطالية (الإيطالية)